# Navarretia

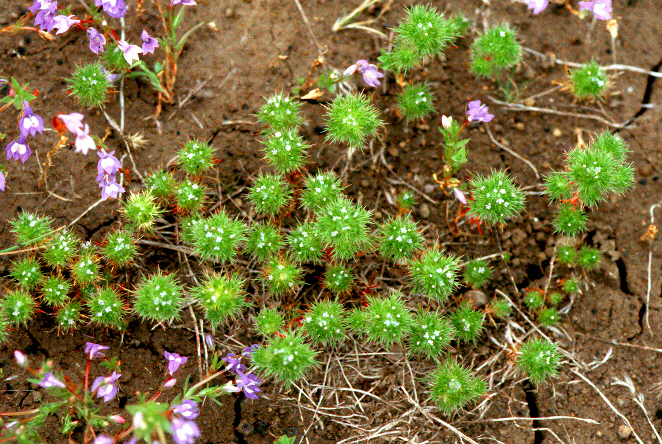
Navarretia intertexta

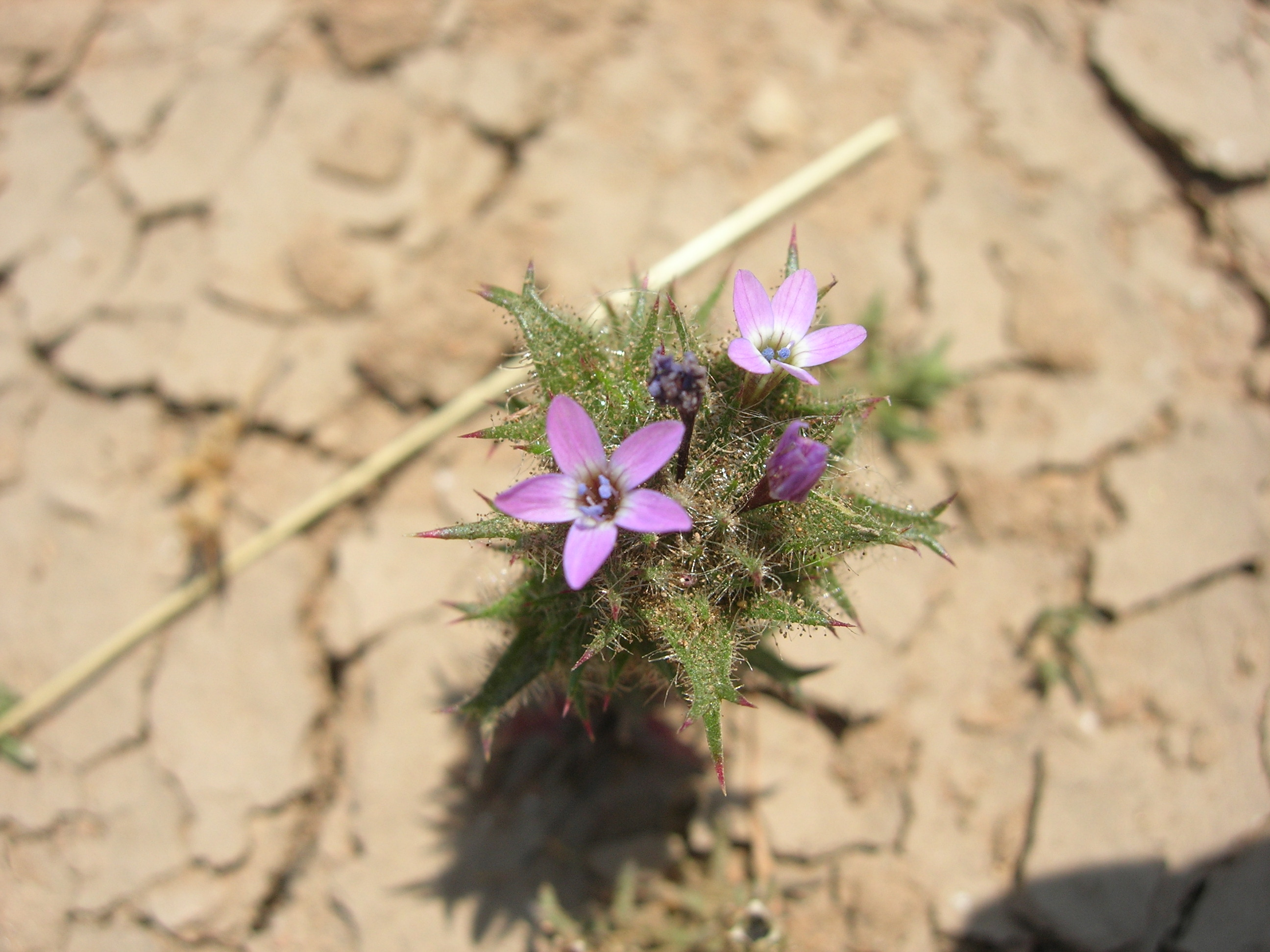
Navarretia hamata

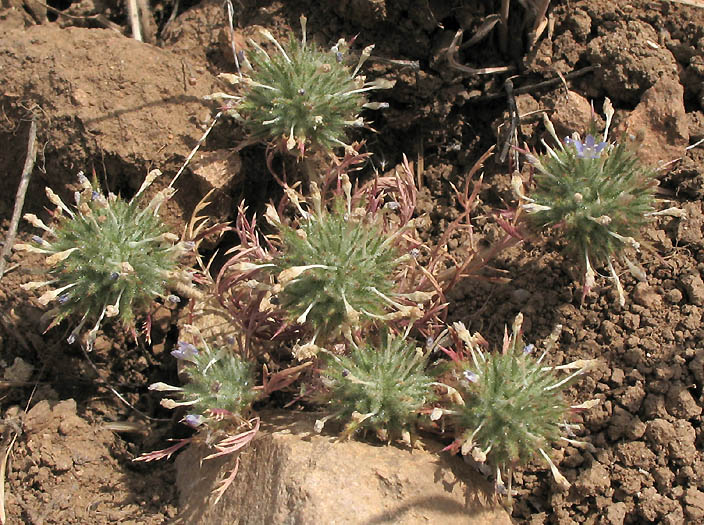
Navarretia pubescens

Navarretia – rodzaj roślin należący do rodziny wielosiłowatych (Polemoniaceae). Obejmuje 41 gatunków występujących na kontynentach amerykańskich, głównie w zachodniej części Ameryki Północnej (w Kalifornii 29 gatunków) oraz w południowej części Ameryki Południowej (jeden gatunek w Chile i Argentynie). Rośliny te rosną nad wiosennymi rozlewiskami, brzegami jezior, w miejscach wilgotnych lub w murawach, na suchych stokach. Często zajmują siedliska zalewane w okresie zimowo-wiosennym, które latem są suche. Nazwa rodzajowa upamiętnia hiszpańskiego lekarza z XVIII wieku – doktora F. Navarrete.

## Morfologia
PokrójRośliny jednoroczne osiągające 0,5 m wysokości, często gruczołowato owłosione, o wyraźnym zapachu.
LiścieSkrętoległe, niepodzielone, wcinane lub pierzasto podzielone, kolczaste.
KwiatyCztero- lub pięciokrotne, promieniste, zebrane w gęste, główkowate kwiatostany. Działki kielicha (4 lub 5) u nasady zrośnięte, poza tym z działkami połączonymi w górnej części błoniasto, na szczycie kolczaste. Płatki korony w dole zrosłe w cienką rurkę, w górze z zaostrzonymi łatkami. Barwy niebieskiej, purpurowej, różowej, żółtej lub białej. Pręciki są 4 lub jest ich 5. Zalążnia górna, utworzona z 3 owocolistków z pojedynczą szyjką słupka, na szczycie rozdzieloną na dwie lub trzy łatki.
OwoceTrójkomorowe, kulistawe torebki zawierające po kilka do wielu nasion w każdej z komór.

## Systematyka
Rodzaj z podrodziny Polemonioideae z rodziny wielosiłowatych (Polemoniaceae)
Wykaz gatunków
- Navarretia atractyloides (Benth.) Hook. & Arn.
- Navarretia bakeri H. Mason
- Navarretia brandegeei (A. Gray) Kuntze
- Navarretia breweri (A. Gray) Greene
- Navarretia californica (Hook. & Arn.) Kuntze
- Navarretia campanulata (A. Gray) Kuntze
- Navarretia capillaris (Kellogg) Kuntze
- Navarretia cotulifolia (Benth.) Hook. & Arn.
- Navarretia dichotoma (Benth.) Kuntze
- Navarretia divaricata Greene
- Navarretia eriocephala H. Mason
- Navarretia filicaulis (Torr. ex A. Gray) Greene
- Navarretia fossalis Moran
- Navarretia hamata Greene
- Navarretia heterandra H. Mason
- Navarretia heterodoxa (Greene) Greene
- Navarretia intertexta (Benth.) Hook.
- Navarretia involucrata Ruiz & Pav.
- Navarretia jaredii Eastw.
- Navarretia jepsonii V.L. Bailey ex Jeps.
- Navarretia leptalea (A. Gray) L.A. Johnson
- Navarretia leucocephala Benth.
- Navarretia mellita (Greene) Greene
- Navarretia minima Nutt.
- Navarretia mitracarpa Greene
- Navarretia myersii P.S. Allen & A.G. Day
- Navarretia nigelliformis Greene
- Navarretia parvula (Greene) Greene
- Navarretia pauciflora H. Mason
- Navarretia peninsularis Greene
- Navarretia plieantha H. Mason
- Navarretia prolifera Greene
- Navarretia propinqua Suksd.
- Navarretia prostrata (A. Gray) Greene
- Navarretia pubescens (Benth.) Hook. & Arn.
- Navarretia rosulata Brand
- Navarretia setiloba Coville
- Navarretia subuligera Greene
- Navarretia tagetina Greene
- Navarretia viscidula Benth.
- Navarretia wrightii (A. Gray) Kuntze